# MAIKO (ソロシンガー)
MAI（マイ、1986年7月24日 - ）は、日本のヨガインストラクター、タレント。元歌手、元ベーシスト。現在の本名は柳田 舞子（やなぎた まいこ）。ZONEとMARIAとJack&Queenの元メンバー。大阪府吹田市出身。所属芸能事務所は44プロダクションで、業務提携先はアルファベットプロモーション。かつての所属レコード会社はソニー・ミュージックエンタテインメントで、レーベルはSony Records。血液型はO型。既婚。1児の母。

## 概要
芸能養成スクールのスタジオ・ランタイムに入所し1998年に当時ダンス&ボーカルグループであったZONEにMAIKO名義で加入する。ただし、加入した経緯についてはメディアによって差異があり、グループに加入ではなく、そこで知り合ったメンバーたちとでグループを結成したとも言われている。
2001年にシングル「GOOD DAYS」でメジャーデビュー。当初はバンドルとしてベースは当て振りだったが、シングル「secret base〜君がくれたもの〜」以降は次第に習熟し生演奏するようになる。
2003年のTAKAYO脱退に続き、2004年にMIZUHOも脱退を表明。当初は残ったメンバーで活動を継続する予定だったが、シングル「笑顔日和」のジャケット撮影時に「MIZUHOのいない3人のZONEはZONEではない」と結論に至りMIZUHO脱退に伴い2005年4月1日の日本武道館公演を以って解散する。
ZONE解散後は舞衣子に改名しMARIAを結成。2006年にシングル「小さな詩」で2度目のメジャーデビューを果たし活動していたが、2010年にメンバーのTATTSUが胸郭出口症候群を発症したことに受け、同年4月17日に『MARIAラストイベント～FINAL☆PARTY☆NIGHT～』を札幌PENNY LANE 24にて開催し解散する。
MARIA解散後は初の男性メンバーとMaiko名義でJack&Queenを結成。このバンドではボーカルに専任しており、メジャーデビューはしておらず、主にインディーズで活動。2010年に札幌PENNY LANE 24主催の年越しライブに参加しステージデビューを果たした。
翌年2011年以降は東日本大震災復興支援の目的で再結成したZONEと並行で活動するようになり、赤坂BLITZで開催されたZONEの単独ライブ『「10年後の8月…」ZONE復活しまっSHOW‼︎〜同窓会だよ全員集合!〜』にゲスト出演し、ライブ会場限定販売による1stシングル「Love Game」を発売した。
しかし同年にTOMOKAが脱退、2013年に著しい不品行及び度々の業務不履行によりMIYUが事務所を解雇されたことに伴い、最後に残ったMAIKO単身でイベント『ZONE FINAL EVENT』をShibuya O-EASTで開催しZONEの活動を終了させた。
続いて翌2014年には音楽の方向性の違いによりJack&Queenを解散。全ての音楽と芸能活動から引退を決意しランタイムミュージックエンタテインメントを退所した。
2015年から一般人に戻り結婚。ヨガに出会い2016年よりMAI名義でヨガのインストラクターとして北海道札幌市を中心に活動しており、2018年に新たな芸能事務所・44プロダクションに入所、芸能界に復帰している。2020年9月18日、第一子となる男児を出産したことを自身のインスタグラムを通じて報告した。

## 使用機材
- Fender Jazz Bass 75

## 所有資格
- 全米ヨガアライアンス認定200時間資格
- マタニティヨガインストラクター資格
- オースピシャスヨガ バクティフローアドバンス指導者資格
- YTUセラピーボールトレーニング(特)修了資格
- ヴォイスヒーラー養成講座修了
- ヨガ・シャラインストラクター養成講座 上級コース200時間修了

## 出演メディア

### テレビ
| タイトル                                   | 放送局     | 放送日時      |
| ------------------------------------------ | ---------- | ------------- |
| 有田哲平の夢なら醒めないで                 | TBSテレビ  | 2018年5月22日 |
| じっくり聞いタロウ〜スター近況（秘）報告〜 | テレビ東京 | 2018年8月16日 |